# 重用区間
重用区間（じゅうようくかん）とは、道路が他路線と重複して供用されている区間のこと。道路法関連の公式文書では重複区間の用語も用いられる。

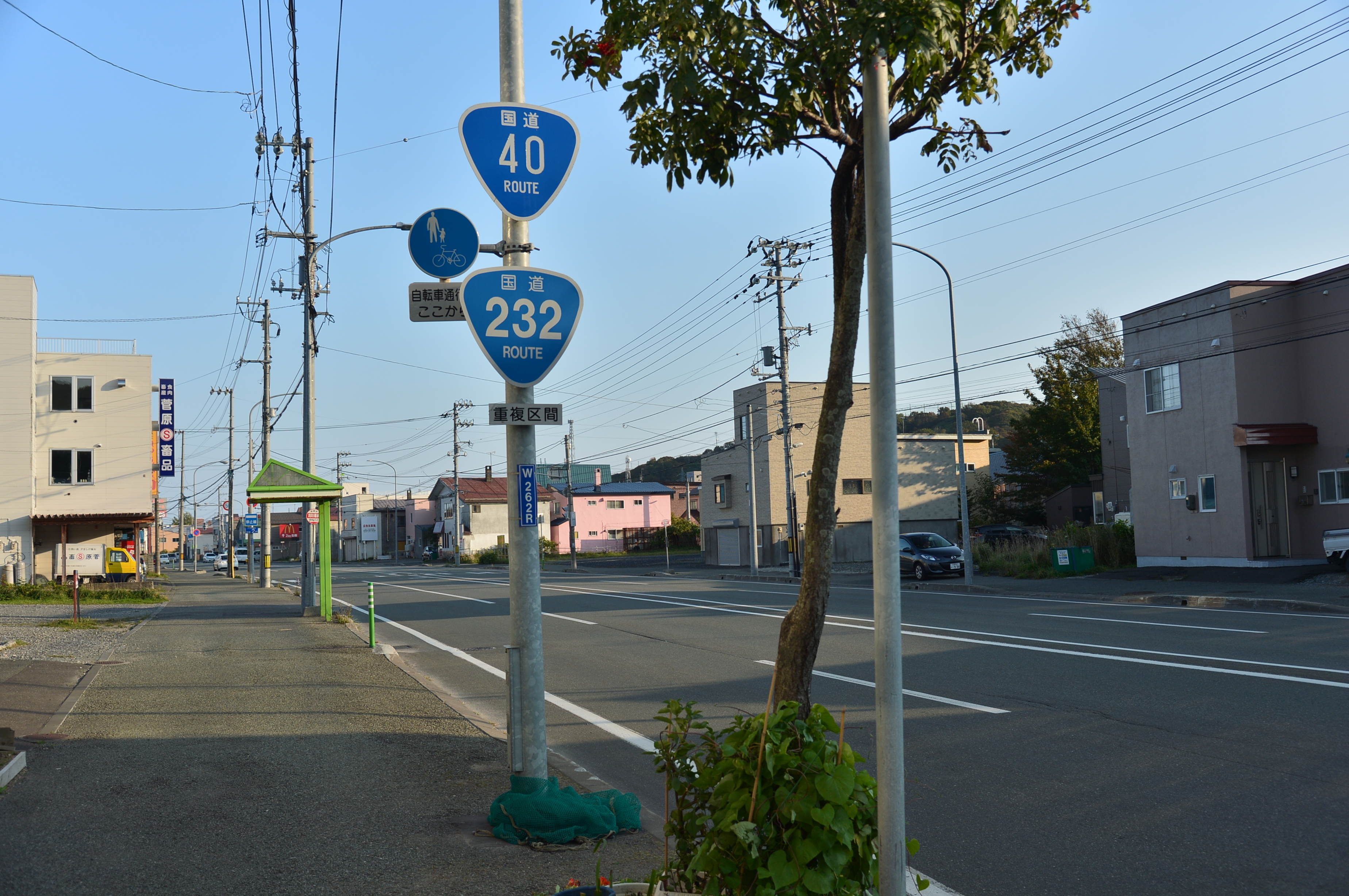
重複区間の道路標識の例（北海道稚内市の国道40号と国道232号）

道路法で扱われる一般国道や都道府県道は、法律的には道路そのものを指すのではなく、単なる道路の路線（ルート）を指しているため、1本の道路の一部分が、ほかの国道や都道府県道の経路も兼ねている場合、複数の路線番号があっても問題ないものとして扱われる。例えば、道路の「総延長」は重用区間・未供用区間を含んだ延長を指し、「実延長」という場合は重用区間・未供用区間を含まない延長を言う。
一般に道路標識や地図などの案内では、1本の道路に国道の路線どうしが重複するときは番号が小さいほうの番号、あるいは、国道と県道の路線が重複するときは国道のほうが優先的に表示され、国道の大きい路線番号や県道の方は省略される。場所によっては両方の標識が串団子のように表示される。一部では「3段おにぎり」となった標識もある。

## 一般国道の重用区間
日本の国土に張り巡らされている一般国道網は、山岳地域や市街地など、その地域の地勢によっては複数の一般国道の路線どうしが同じ経路を通らざるをえない場合があり、そのような場所を路線別に複数の並行するルートを作る必要はなく、また経済的にも合理的ではないため、同じ道路を複数の国道で共有している。一般国道459路線ごとの延長を合計した総延長は7万7257キロメートル (km) あり、実延長の合計6万7427 kmを差し引いた9830 kmが重用区間の延長、すなわち重用延長である。国道では、わずかな区間を他の国道路線と経路を共有していることがほとんどであるが、なかには延長の半分以上を他の国道と重複している路線もある。
重用する路線の数は、必ずしも2本の路線とは限らず、3本や4本が重用している区間もある。その場所の自治体によっては路線番号ごとの国道標識を設置している場合もあるが、一般には路線番号が最も小さい路線の国道標識だけを設置しているところがほとんどである。
- 4本の国道が重用している場所の例
  - 奈良県橿原市（国道24号・国道165号・国道166号・国道169号）[5]
- 3本の国道が重用している場所の例
  - 秋田県由利本荘市（国道105号・国道107号・国道108号）[2]
  - 福島県南会津町（国道121号・国道352号・国道400号）[2]
  - 栃木県鹿沼市（国道121号・国道293号・国道352号）[2]
  - 愛知県新城市（国道257号・国道420号・国道473号）[2]
  - 岐阜県高山市（国道41号・国道158号・国道472号）[2]
  - 滋賀県長浜市（国道8号・国道303号・国道365号）[2]

## 日本以外での事例

### アメリカ合衆国
国土が広く道路数が多いアメリカ合衆国にも重用区間が多数存在する。州間高速道路、国道、各州の州道同士や州間高速道路と国道ないし州道、国道と州道との重用区間が存在する。州間高速道路同士の重用区間は道路を通す余裕が無い大都市で多くみられ、その一例としてイリノイ州シカゴでは州間高速道路90号線と州間高速道路94号線の重用区間が、ジョージア州アトランタでは州間高速道路75号線と州間高速道路85号線の重用区間が、インディアナ州インディアナポリスでは州間高速道路70号線と州間高速道路65号線の重用区間が存在する。また州をまたぐ州間高速道路同士の重用区間も多数存在し、一例としてケンタッキー州とオハイオ州間では州間高速道路75号線と州間高速道路71号線の重用区間が、ウィスコンシン州とイリノイ州間では州間高速道路90号線と州間高速道路39号線の重用区間が存在する。